# Runer Jonsson
Runer Jonsson, född 29 juni 1916 i Madesjö församling, Kalmar län, död 29 oktober 2006 i Sankt Sigfrids församling, Kalmar län var en svensk journalist och författare.

## Biografi
År 1936, vid 19 års ålder fick han posten som Nybro Tidnings ensamredaktör och skrev den i stort sett på egen hand i 45 år. Samtidigt publicerade han sig flera andra tidningar. Hans kritik av nazismen under 40-talet var mycket djärv.
Jonsson debuterade som lyriker med diktsamlingen Det var några lågmälda toner (1946).  Hans författarskap består sedan av cirka 50 böcker, bland annat 7 st om Vicke Viking med första boken (1963), samt böckerna om bronsålderspojken Ulme från Öland. Vicke har översatts till ett tjugotal språk. TV-bearbetningar, radiopjäser och musikaler baserade på Vicke Viking gläder både yngre och äldre jorden runt. 1974-75 producerades i Japan en 78 avsnitt lång tecknad TV-serie, s.k. anime, baserad på Vicke Viking. Serien har nått stor popularitet bland annat i Japan, Tyskland, Österrike, Schweiz, Spanien och Storbritannien, men visades inte i svensk TV på den tiden. Ytterligare en TV-serie, med den engelska originaltiteln Vic the Viking, utkom 2013 och finns tillgänglig i Sverige, med svensk dubbning, på streamingtjänsten Netflix.
Jonsson gifte sig 1948 med Iris Emma Gunborg Jansson (f. 1926). Paret fick ett barn.

## Priser och utmärkelser
- 1958 – Boklotteriets stipendiat
- 1962 – Boklotteriets stipendiat
- 1965 – Deutscher Jugendliteraturpreis
- 1965 – Litteraturfrämjandets stipendiat
- 1967 – Litteraturfrämjandets stipendiat
- 1970 – Landstingets kulturpris
- 1984 – Litteraturfrämjandets stora pris
- 1996 – Emilpriset